# Ectenessa spinipennis
Ectenessa spinipennis là một loài bọ cánh cứng trong họ Cerambycidae.